# Daltonia androgyna
Daltonia androgyna är en bladmossart som beskrevs av Geheeb och Georg Ernst Ludwig Hampe 1881. Daltonia androgyna ingår i släktet Daltonia och familjen Daltoniaceae. Inga underarter finns listade i Catalogue of Life.